# Ricky Montaner
Ricardo Andrés Reglero Rodríguez (Caracas, 21 de noviembre de 1990), conocido artísticamente como Ricky Montaner, es un cantante y compositor venezolano, conocido por ser parte del dúo Mau & Ricky junto a su hermano, Mau Montaner.

## Biografía
Ricky, es hijo del cantante Ricardo Montaner. Ha sido coautor de letras de canciones de Ricky Martin, Becky G, Karol G, Sofía Reyes, Camilo y Juanes.

## Carrera
Forma parte del dúo Mau & Ricky junto con su hermano.
Con tan solo 15 años se fue de gira con su padre por toda Latinoamérica. Junto con su hermano, Mau. Lanzó su álbum debut, Arte, en 2017. Ese mismo año fueron nominados a un premio Grammy Latino al mejor artista nuevo. 
Su relevancia apareció después de la canción «Mi mala», que recibió el triple disco de platino a finales de 2018.
En 2021 fue convocado junto a su hermano para formar parte del jurado de la tercera temporada del programa de televisión La Voz Argentina, junto a su padre, Ricardo Montaner, Lali Espósito y Soledad Pastorutti con la conducción de Marley. En la edición 2022 fueron nuevamente convocados.
En 2022 se estrenó un docu-reality sobre su familia, Los Montaner, en Disney+. El programa se adentra en su intimidad, su cotidianeidad, conflictos y demás, con el objetivo de mostrar cómo los integrantes de esta familia equilibran sus carreras con sus vidas personales y familiares. En la serie aparecen sus padres, sus hermanos, su esposa, su cuñada, Sara Escobar, y su cuñado, Camilo.

## Vida personal
Desde 2020, se encuentra en una relación con la actriz, modelo y presentadora argentina Stefanía Roitman, con quien en enero de 2022 contrajo matrimonio en Argentina.

## Filmografía
| Año  | Título             | Rol                                            | Cadena      |
| ---- | ------------------ | ---------------------------------------------- | ----------- |
| 2018 | La Voz Argentina 2 | Asesor del Equipo Montaner junto a su hermano  | Telefe      |
| 2020 | La Voz EEUU 2      | Coach en The Comeback Stage junto a su hermano | Telemundo   |
| 2021 | La Voz Argentina 3 | Coach junto a su hermano                       | Telefe      |
| 2021 | La Voz Kids 3      | Coach junto a su hermano                       | TV Azteca   |
| 2022 | Los Montaner       | él mismo                                       | Disney Plus |
| 2022 | La Voz Argentina 4 | Coach junto a su hermano                       | Telefe      |
| 2022 | La Voz Kids 4      | Coach junto a su hermano                       | TV Azteca   |